# Johann Friedrich Wender
Johann Friedrich Wender (né en 1655 à Anrode (baptisé le 6 décembre 1655), mort le 13 juin 1729 dans la même ville) est un facteur d'orgue allemand qui a son atelier à Mühlhausen (Thuringe).
Wender travaille en étroite collaboration avec Jean-Sébastien Bach. J.S. Bach obtient son premier poste d'organiste en 1703 à la Bachkirche Arnstadt (de) à Arnstadt, après qu'il y a fait apporter l'orgue nouvellement construit par Wender. En 1707, Bach s'installe à Mühlhausen, ville où travaille Wender.

## Élèves
Parmi les élèves de Johann Friedrich Wender on compte Johann Christian Dauphin, Johann Jacob John, son fils Christian Friedrich Wender et son gendre Johann Nikolaus Becker.

## Réalisations remarquables
| Année     | Ville        | Bâtiment                        | Image | Clavier | Registres | Remarques |
| --------- | ------------ | ------------------------------- | ----- | ------- | --------- | --- |
| 1689-1691 | Mühlhausen   | Divi Blasii                     |       | II/P    | 29        | Extension d'une partie de l'orgue |
| 1695      | Seligenstadt | Abbaye                          |       | II/P    | 31        | |
| 1699–1703 | Arnstadt     | Neue Kirche                     |       | II/P    | 29        | Construction d'un nouvel orgue pour la nouvelle église (l'actuelle Johann-Sebastian-Bach-Kirche), construite après l'incendie de la Bonifatiuskirche.          |
| 1700      | Weimar       | Stadtkirche                     |       |         |           | Restauration |
| 1708      | Mühlhausen   | Divi Blasii                     |       | III/P   | 38        | Modifications d'après les propositions de J.S. Bach |
| 1714      | Erfurt       | Severikirche                    |       | II/P    | 24        | |
| 1714–1717 | Mersebourg   | Cathédrale et église du château |       | IV/P    | 66        | Réparation et achèvement de l'orgue commencé par Zacharias Theissner en 1695                                                                                   |
| 1716–1722 | Mersebourg   | St. Maximi                      |       |         |           | Nouvel orgue, inauguré les 11 et 12 mai 1722 par Johann Kuhnau, le Thomaskantor de Leipzig et Georg Friedrich Kauffmann, le directeur de musique de Mersebourg |